# Ronan
Ronan (salish: ocqʔetkʷ) és una població dels Estats Units a l'estat de Montana. Segons el cens del 2000 tenia 1.812 habitants.

## Demografia
Segons el cens del 2000, Ronan tenia 1.812 habitants, 699 habitatges, i 420 famílies. La densitat de població era de 660 habitants per km².
Dels 699 habitatges en un 34,3% hi vivien nens de menys de 18 anys, en un 38,6% hi vivien parelles casades, en un 15,6% dones solteres, i en un 39,9% no eren unitats familiars. En el 33,8% dels habitatges hi vivien persones soles el 15,7% de les quals corresponia a persones de 65 anys o més que vivien soles. El nombre mitjà de persones vivint en cada habitatge era de 2,47 i el nombre mitjà de persones que vivien en cada família era de 3,18.
Per edats la població es repartia de la següent manera: un 29,2% tenia menys de 18 anys, un 9,8% entre 18 i 24, un 23,5% entre 25 i 44, un 20,8% de 45 a 60 i un 16,8% 65 anys o més. La composició racial era 61,3% blancs, 0,4% afroamericans, 27,0% amerindis, 0,5% asiàtics. Els hispànics de qualsevol raça són el 4,7% de la població.
L'edat mediana era de 35 anys. Per cada 100 dones de 18 o més anys hi havia 75,5 homes.
La renda mediana per habitatge era de 22.422 $ i la renda mediana per família de 29.750 $. Els homes tenien una renda mediana de 27.847 $ mentre que les dones 17.454 $. La renda per capita de la població era d'11.678 $. Aproximadament el 20% de les famílies i el 24,8% de la població estaven per davall del llindar de pobresa.

## Poblacions properes
El següent diagrama mostra les poblacions més properes.